# Connor Martin
Connor Martin est un ancien joueur professionnel de crosse, musicien et entrepreneur surtout connu pour le personnage Con Bro Chill qu'il s'est créé. Il a joué en National Lacrosse League et en Major League Lacrosse. Il est le premier joueur de l'Université Chapman à avoir joué au niveau professionnel. Il dirige aujourd'hui les camps de crosse pour enfants Boom Town Lax et est membre du groupe de musique Con Bro Chill.

## Con Bro Chill
Con Bro Chill est à la fois le surnom de Connor Martin et le nom de son groupe de musique. Il commence à se faire connaître sous ce nom en publiant dès 2007 des vidéos mêlant musique et parodie de l'univers de la crosse.
Son premier gros succès intervient à la publication du clip vidéo de Come to my party qui comptabilise à ce jour plus de 1 240 000 vues.
Au fur et à mesure, le groupe se professionnalise. La musique est plus travaillée, les clips mieux réalisés. Le groupe effectue plusieurs concerts aux États-Unis et plusieurs de ses chansons sont utilisées par le célèbre youtuber Devin Graham (alias devinsupertramp) pour illustrer ses vidéos.
L'univers délirant créé autour de Con Bro Chill apparaît également dans les vidéos de promotion de Boom Town Lacrosse, la société à travers laquelle Connor Martin organise des camps d'entraînement de crosse pour les enfants. Ces vidéos mettent en scène Martin et un nouveau personnage, un coach de crosse en quête de reconnaissance et un tant soit peu attardé.
Ancien étudiant en publicité à l'université Chapman, Martin a réussi à créer à travers Con Bro Chill une marque à part dans l'univers de la crosse qui contribue à populariser le sport aux États-Unis.
L'identité de marque créée reste toutefois une extension de la réelle personnalité de Martin, énergique et épicurienne. Il le prouve également sur les terrains de crosse professionnelle. Il reste célèbre pour avoir célébré son premier but en NLL en réalisant un backflip en prenant appui sur les vitres de protection autour du terrain, du jamais vu alors en NLL. Le 24 avril 2015, il publie sur le site LaxAllStars une lettre ouverte dans laquelle il dénonce les dérives du recrutement de plus en plus prématuré des jeunes joueurs par les coaches des universités et dans laquelle il décrit sa vision du jeu.

## Carrière universitaire
Commençant la pratique de la crosse tardivement (à 14 ans), Martin manque la plupart des étapes qui rythment habituellement la progression d'un futur joueur de crosse professionnel. Ignorant les ficelles du recrutement universitaire, il passe ses étés en colonie de vacances plutôt que de jouer dans des clubs de crosse estivaux pour se faire repérer.
Passant alors à côté d'éventuelles propositions de recrutement par des équipes évoluant en NCAA (il reconnait cependant lui-même qu'il n'était probablement pas encore au niveau à cette époque là), il rejoint l'Université Chapman qui dispose d'une équipe de crosse mais qui n'évolue qu'en MCLA, une ligue universitaire dont le niveau se situe en dessous de la Division III de la NCAA.
En 2007, sa première année à l'université, Martin ne joue que 5 matchs mais enregistre tout de même 8 buts et 5 assistances notamment grâce à une performance exceptionnelle face à l'équipe de l'Université de Californie du Sud (5 buts et 2 assistances).
Dès sa deuxième année son temps de jeu augmente. Il participe à 21 matchs, enregistre 55 buts et 24 assistances. Durant cette saison 2008, il inscrit son record de buts (6) face à l'Université de Californie à Santa Barbara.
En 2009, il joue 18 matchs, marque 49 buts et effectue 29 assistances. En fin de saison, face à Claremont, il inscrit son record de points (10 : 5 buts, 5 assistances). À l'issue du championnat, il est élu  dans la MCLA 1st Team All-America Attack.
En 2010, pour sa dernière année universitaire, il joue 19 matchs et enregistre 56 buts et 28 assistances, terminant ainsi sa carrière universitaire avec une saison à 84 points. Il est de nouveau nommé dans la MCLA 1st Team All-America Attack.

## Carrière professionnelle

### Carrière en NLL
Connor Martin rejoint le Mammoth de Colorado à la fin de l'année 2010. Il participe au match de pré-saison de l'équipe face au Rock de Toronto au cours duquel il inscrit un but et réalise une assistance. Il n'est toutefois pas retenu dans le roster final mais obtient tout de même une place dans le practice squad (équipe réserve de l'équipe).
Le 3 février 2011, il est promu dans le roster actif de l'équipe après le départ de Josh Wassonwas.
Il prend la saison en cours de route et ne participe qu'à 5 matchs durant lesquels il marque deux buts.
Le 21 octobre 2011 il prolonge son contrat de deux ans mais est finalement libéré près deux mois plus tard.

### Carrière en MLL
Connor Martin commence sa carrière en Major League Lacrosse en 2010. Il est drafté au 7e tour, en 41e position par les Outlaws de Denver.
Lors de son premier match professionnel avec Denver, il réalise un hat trick (3 buts) et enregistre une assistance. 
Il ne joue que deux matchs durant sa première saison, et 5 durant sa seconde saison au cours de laquelle il inscrit 10 buts et réalise 3 assistances.
Lors de la MLL Expansion Draft de 2011 au cours de laquelle les deux franchises nouvellement créées, Ohio et Charlotte, vont pouvoir piocher dans les effectifs des autres équipes, Connor Martin, non protégé par Denver, est sélectionné en troisième position par le Machine de l'Ohio.
Durant la saison 2012, il voit son temps de jeu augmenté. Il prend part à 14 matchs, inscrit 23 buts dont 2 au-delà de la ligne des deux points, réalise 7 assistances et récupère 9 balles au sol.
Alors qu'il s'était imposé comme l'un des meilleurs milieux de terrain du Machine en 2012, Martin, rapidement blessé, ne participe qu'à 4 matchs (inscrivant 4 buts) en 2013.